# Pommesgabel

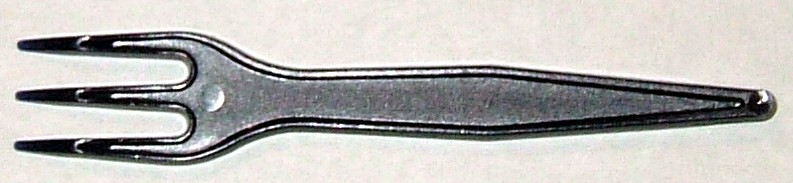
Pommesgabel aus Kunststoff

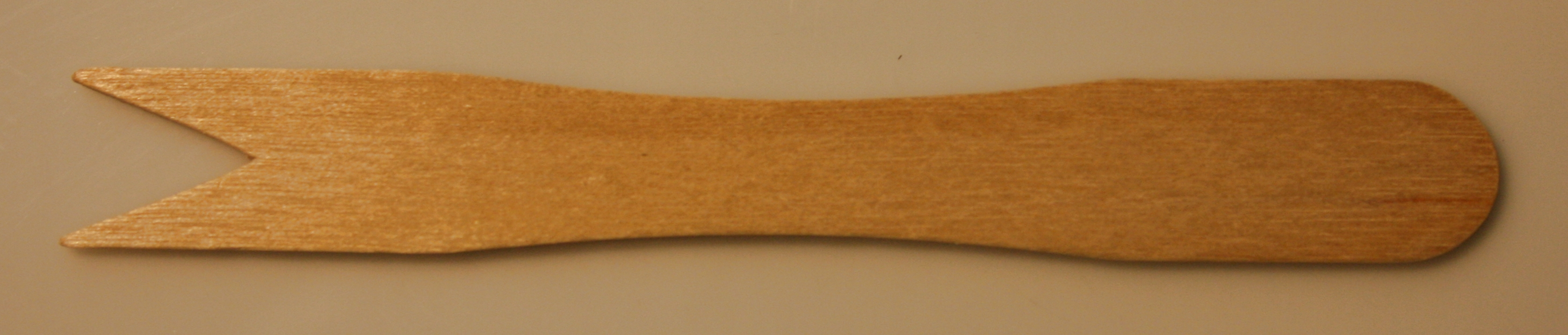
Pommesgabel aus Holz

Die Pommesgabel ist ein einfaches kleines, aus Kunststoff (Polystyrol) oder Holz gefertigtes Einweg-Essbesteck mit in der Regel zwei oder drei Zacken. Es gibt auch wiederverwendbare Pommesgabeln aus rostfreiem Stahl. Pommesgabeln werden üblicherweise an Imbissständen zum Verzehr von Pommes frites oder geschnittener Bratwurst bzw. Currywurst mitgegeben.
Gegenüber üblichen Tafelgabeln sind Pommesgabeln mit einer Länge von meist 75 bis 90 Millimeter eher kurz. Die Polystyrol-Variante ist meist drei-, die hölzerne meist zweizinkig. In den Benelux-Ländern und den an sie grenzenden deutschen Regionen ist die zweizinkige Ausführung gängiger.